# Джордж Клінтон (музикант)
Джордж Едвард Клінтон (англ. George Edward Clinton; нар. 22 липня 1941) — американський співак, автор пісень, бендлідер, музичний продюсер. Його гурт «Парламент-Фанкаделік» (який був створений, як об'єднання гуртів «Парламент» та «Фанкаделік») розвинув у 1970-х роках еклектичний стиль фанк-музики, рисами якої були: наукова фантастика, чудернацьке вбрання, психоделічна культура та специфічний гумор. Він розпочав свою сольну кар'єру, випустивши у 1982 році альбом «Computer Games», чим в 1990-х надихнув хіп-хоп та Джі-фанк музикантів і реперів. Його вважають, так само, як Джеймса Брауна та Слай Стоуна, одним із інноваторів та піонерів музики у стилі фанк. У 1997 році його ім'я разом з іменами інших 15 учасників «Парламент-Фанкаделік» було занесено до Зали слави рок-н-ролу. У 2019 році йому та учасникам «Парламент-Фанкаделік» планується вручити «Премію Греммі за досягнення протягом життя».

## Кар'єра

### Ранні роки
Клінтон народився у Каннаполісі (Північна Кароліна), виріс в Плейнфілді (Нью-Джерсі) і наразі проживає в столиці Флориди. У підлітковому віці, випрямляючи волосся в барбершопі, створив власний гурт під назвою «The Parliaments», яка виконувала ду-вопову музику, надихнувшись Frankie Lymon & The Teenagers.
Захід Плейнфілду колись був домом для барбершопу «Silk Palace», що знаходився за адресою 216 Plainfield Avenue, яким частково володів Клінтон, де персоналом були різні учасники «Парламент-Фанкаделік». Це було «місцем зустрічі всіх місцевих музикантів та співаків» для ду-воп, соул, рок та прото-фанкової музичної сцени Плейнфілду 50-х та 60-х.

### 1960-ті та 1970-ті роки
На деякий час Клінтон став піснярем працюючи на «Мотаун Рекордз». Незважаючи на комерційні невдачі і один хіт («(I Wanna) Testify», 1967), аранжуючи та продюсуючи сингли на багатьох незалежних соул-лейблах Детройту, «The Parliaments», зрештою, досягли визнання під іменами «Парламент» та «Фанкаделік» в 1970-х роках. Ці два гурти увібрали в себе риси таких музикантів, як Джимі Гендрікс, Sly & the Family Stone, Френк Заппа, Джеймс Браун, вивчаючи та пробуючи різні звуки, технології та ліризм. Клінтон та «Парламент-Фанкаделік» домінували в різноманітних стилях музики протягом 1970-х, маючи понад 40 R&B-хітів і три платинових альбоми.
З 1971 до кінця 1973 року Клінтон та декілька інших учасників гурту оселилися в Торонто. Протягом цих років в Торонто вони вдосконалили свої публічні виступи та записали альбом «America Eats Its Young», на якому вперше був гостьовим музикантом Бутсі Коллінз.

### 1980-ті роки
У 1980-х роках Клінтон почав стикатися з юридичними труднощами, що виникли у зв'язку з придбанням лейблу «Парламенту» «Casablanca Records» компанією «PolyGram». Він записав кілька сольних альбомів, хоча в цих альбомах було вказано співробітництво з основними музикантами «Парламент-Фанкаделік». Цей період кар'єри був зіпсований численними правовими проблемами, що призвели до фінансових труднощів, пов'язаних з проблемами роялті та авторських прав, особливо з «Bridgeport Music», які, як Клінтон стверджує, по-шахрайськи отримали авторські права на велику кількість його робіт.
У 1982 році Клінтон підписав угоду з «Capitol Records» під двома різними іменами: його власним, як сольний музикант, а також, як учасник гурту «P-Funk All-Stars», випускаючи «Computer Games» під власним іменем того ж року. Сингл «Loopzilla» потрапив до ТОП-20 в R&B чартах, після чого «Atomic Dog» став #1 в R&B чартах та #101 в поп чартах. Протягом наступних чотирьох років Клінтон випустив ще три студійних альбоми («You Shouldn't-Nuf Bit Fish», «Some of My Best Jokes Are Friends» та «R&B Skeletons in the Closet»), а також концертний альбом «Mothership Connection (Live from the Summit, Houston, Texas)». Три сингли («Nubian Nut», «Last Dance» та «Do Fries Go with That Shake?») потрапили до R&B чартів в ТОП-30.
Також він видатний музичний продюсер, який працює майже над всіма альбомами, в яких бере участь, також він продюсував альбоми для Бутсі Коллінза, «Ред-Хот-Чилі-Пепперс» та інших. В 1985 «Ред-Хот-Чилі-Пепперс» взяли його продюсувати їхній альбом «Freaky Styley», тому що учасники гурту були великими фанатами Джорджа Клінтона та фанку загалом. Клінтон написав вокальну партію та текст до головної пісні, що спочатку планувалася бути, як композиція без тексту. Альбом не став достатньо комерційно успішним на той час. В 1987 році Клінтона запросили написати пісенний мотив «You're Thinking Right» для «Шоу Трейсі Ульман».

#### Вплив
Протягом середини і до кінця 1980-х багато хіп-хоп артистів та реперів казали, що ранні роботи Клінтона вплинули на їхню творчість та них особисто. Разом з Джеймсом Брауном, пісні Клінтона та «Парламент-Фанкаделік» часто семплувалися продюсерами
У 1989 році Клінтон випустив альбом «The Cinderella Theory» на лейблі Прінса «Paisley Park Records». За ним у 1993 році був випущений «Hey, Man, Smell My Finger». Після цього Клінтон підписав контракт з «Sony 550 Music» і випустив «T.A.P.O.A.F.O.M. (The Awesome Power of a Fully Operational Mothership)» в 1996 році.

### 1990-ті та 2000-ні роки
У 1994 році Клінтон працював над деякими треками з альбому «Give Out But Don't Give Up» шотландського гурту «Primal Scream». У 1995 році Клінтон співав «Mind Games» на альбомі «Working Class Hero: A Tribute to John Lennon». В дев'яностих він з'являвся в таких фільмах, як «Міст Графіті» (1990), «Домашня вечірка» (1990), «PCU» (1994), «Чудовий бургер» (1997), «Біла Ворона» (1999). У 1997 році він з'являється в ролі самого себе на шоу «Космічний привид» на телеканалі «Cartoon Network». Також він озвучував Фанктіпуса у відеогрі 2004 року «Grand Theft Auto: San Andreas», де також була його пісня «Loopzilla».
Відомий американський репер Dr. Dre найбільше семплував біти Клінтона, щоб створити власний стиль Джі-фанку. У 1999 році Клінтон співпрацював з Ліл Кім та Фредом Дерстом для створення синглу «Get Naked» рок-гурту «Methods of Mayhem».
Відображаненням впливу Клінтона на хіп-хоп та реп індустрію є те, що він працював разом з Тупаком над піснею «Can't C Me» з альбому «All Eyez on Me»; з Айс К'юбом над треком з альбому «Lethal Injection» «Bop Gun (One Nation)» та кліпом до нього; з дуетом «Outkast» над піснею «Synthesizer» з альбому «Aquemini»; з Редманом над треками «J.U.M.P.» з альбому «Malpractice; Souls of Mischief», «Mama Knows Best» з альбому «Trilogy: Conflict, Climax, Resolution; Killah Priest», «Come With me» з альбому «Priesthood»; з Wu-Tang Clan над треком «Wolves» з альбому «8 Diagrams».
Клінтон створив лейбл «The C Kunspyruhzy» у 2003 році. У нього було камео в першій серії другого сезону («Where Were We?») серіалу «Як я зустрів вашу маму» у 2006 році.
Також він з'явився на альбомі Снуп Доґґа «Tha Blue Carpet Treatment», що був випущений в 2007 році. Також він був суддею на п'ятій річниці «The Independent Music Awards», щоб підтримати кар'єру молодих та незалежних музикантів.
16 вересня 2008 року Клінтон випустив сольний альбом «George Clinton and His Gangsters of Love» на лейблі «Shanachie Records». На нього, більше, як на альбом каверів, також були запрошені Слай Стоун, Ель Дебарж, «Ред-Хот-Чилі-Пепперс», репер Різза, Карлос Сантана, Кім Баррелл та інші.
10 вересня 2009 року BMI вручили Клінтону Urban Icon Award. На церемонії нагородження були присутні колишні колеги, що працювали з «Парламент-Фанкаделік», такі, як Бутсі Коллінз, Біґ Бої та Cee Lo Green.
Також в 2009 році його ім'я було занесено до Музичної зали слави Північної Кароліни.

### 2010-ті роки
7 березня 2010 року Клінтон озвучив різнокольорову інопланетну версію самого себе у «Freaknik: The Musical», що продюсував T-Pain.
У травні 2012 року йому дали ступінь Доктора музики в музичному коледж Берклі. Коли почався концерт, він приєднався до ансамблю, щоб виконати такі хіти, як «Testify», «Give Up the Funk» та «One Nation Under a Groove». До нього приєдналися давні гравці на духових інструментах Бенні Кован та Ґреґ Томас.
Клінтон з'явився в якості гостя на телевізійному шоу «Loiter Squad» в 2013 році.
27 червня 2015 року Клінтон приєднався до Марка Ронсона, Мері Джей Блайдж та Grandmaster Flash на фестивалі в Гластонбері для виконання хіту Марка Ронсона «Uptown Funk». Клінтон також з'являється в пісні Кендріка Ламара «Wesley's Theory» з альбому «To Pimp a Butterfly».
У березні 2017 року Клінтон з'явився на «FishCenter Live».
У 2018 році Клінтон та «Парламент-Фанкаделік» планували очолити сьомий щорічний музичний фестиваль, який проходить в місті Бойсе. «Парламент» оголосив про реліз нового альбому «Medicaid Fraud Dogg» в березні 2018. Він побачив світ 22 травня.
У квітні 2018 року Клінтон оголосив, що відмовиться від гастролей у травні 2019 року. «Білборд» повідомили, що нещодавно музикант переніс операцію, але це було не головною причиною того, що Клінтон не виступав.
У грудні 2018 року Національна академія мистецтва і науки звукозапису оголосила, що Клінтону та «Парламент-Фанкаделік» вручать «Премію Греммі за досягнення протягом життя» 11 травня 2019 року.
Клінтон працював з Flying Lotus над альбомом «Flamagra», який був випущений 24 травня 2019 року.

## Особисте життя
Клінтон одружився з Стефані Лінн Клінтон в 1990 році. У лютому 2013 року він подав на розлучення. Зараз він одружений із Карлон Томпсон-Клінтон, яка була його менеджером понад 10 років. 1 лютого 2010 року його 50-річного сина знайшли мертвим у будинку, що у Флориді. Згідно зі звітом поліції, він помер з природних причин і був мертвим вже декілька днів.